# Verenigde Italiaanse Provincies
De Verenigde Italiaanse Provincies was een opstandig gebied in de Pauselijke Staat gedurende een maand in het jaar 1831; het ging om de provincies Romagna, Umbrië en de Marche. Opstandelingen in de hertogdommen Parma en Piacenza en Modena en Reggio sloten zich aan.

## Historiek
Het jaar 1830 kende in Europa verschillende opstanden: de Julirevolutie in Frankrijk, de Septemberrevolutie in België en de Novemberopstand in Congres-Polen, die uitliep tot in 1831. In Midden-Italië roerden de Carbonari en liberale revolutionairen zich in de jaren 1830-1831. In verschillende steden van de Pauselijke Staat brak de revolutie uit in februari 1831. Het ging om de steden Bologna, Ferrara, Ravenna, Forli, Perugia en Ancona. Hetzelfde gebeurde in Parma en Modena buiten de Pauselijke Staat.
Op 5 februari 1831 riep het revolutionair bestuur de Verenigde Italiaanse Provincies uit. De paus werd vervallen verklaard als staatshoofd; de legaten of pauselijke gouverneurs namen de vlucht. De proclamatie vond plaats in het Palazzo del Podestà in Bologna. Bologna werd de hoofdstad van de Verenigde Italiaanse Provincies. De president van het Gouvernement was Giovanni Vicini (1771-1845), een jurist uit Bologna en oudgediende van het napoleontisch regime in Italië. Vice-president werd Giulio Rasponi (1787-1876), een aristocraat uit Ravenna en schoonzoon van Joachim Murat, ex-koning van het koninkrijk Napels tijdens het napoleontisch bestuur. 
Paus Gregorius XVI, pas verkozen in 1831, riep buitenlandse hulp in om zijn kerkelijke staat herop te richten in de opstandige provincies. De regering in Spanje betuigde haar steun aan de paus doch stuurde geen troepen. Frans I, keizer van Oostenrijk, zond troepen naar de Pauselijke Staat vanuit zijn gebieden in Noord-Italië. De paus zond kardinaal Giovanni Antonio Benvenuti (1765-1838) naar de opstandige gebieden om zijn gezag te herstellen. Benvenuti werd evenwel in de gevangenis gegooid op bevel van het Gouvernement op beschuldiging van antirevolutionaire activiteiten. Het Gouvernement wou Benvenuti verbannen doch de revolutionairen in Forli wilden hem houden als gijzelaar. De anderen volgden uiteindelijk het standpunt van Forli aangezien ze Benvenuti wilden ruilen met politieke gevangenen in de Pauselijke Staat. Het ging om de gevangenissen van Civitavecchia en Civitacastellana waar de paus politieke tegenstanders opgesloten hield.
Omwille van de naderende Oostenrijkse troepen besloten sommige revolutionaire leiders te onderhandelen met kardinaal Benvenuti. Op 25 maart 1831 capituleerden ze en herstelden ze het pauselijk gezag. Dit werd neergeschreven in een conventie van 12 artikelen. De kardinaal verleende amnestie aan het Gouvernement van de Verenigde Italiaanse Provincies. Ook beloofde hij de nodige paspoorten voor een vrije doortocht naar het eiland Korfoe. Opstandige soldaten werden opnieuw gerekruteerd in pauselijke dienst. 
Op 29 maart stootten de Oostenrijkers door tot in de stad Ancona. Geppert, de Oostenrijkse generaal, verwierp de conventie die de kardinaal bereikt had. Ook de paus verwierp de conventie aangezien de kardinaal de gevangene was van de Verenigde Italiaanse Provincies en dus niet een vrije diplomaat in pauselijke dienst. De Oostenrijkers arresteerden opstandelingen en hielden klopjachten op de milities van Sercognani en van Courgette. Desondanks werkte kardinaal Benvenuti verder door aan de uitvoering van de conventie tot 9 april 1831; zo herstelde hij de besturen van de pauselijke legaten in de Marche en in Umbrië. 
De Heilige Stoel stuurde kardinaal Benvenuti de laan uit en diens politieke rol was verder uitgespeeld. President Vicini was met zijn familie gevlucht naar Marseille. Vice-president Rasponi kon in zijn stad Ravenna de represailles van Oostenrijk en de Pauselijke troepen minimaal houden. Rasponi behield politieke macht en werd bankier doch zijn vrouw, prinses Luisa Giulia Murat, bleef geschaduwd door de geheime politie van de paus.

## Protagonisten

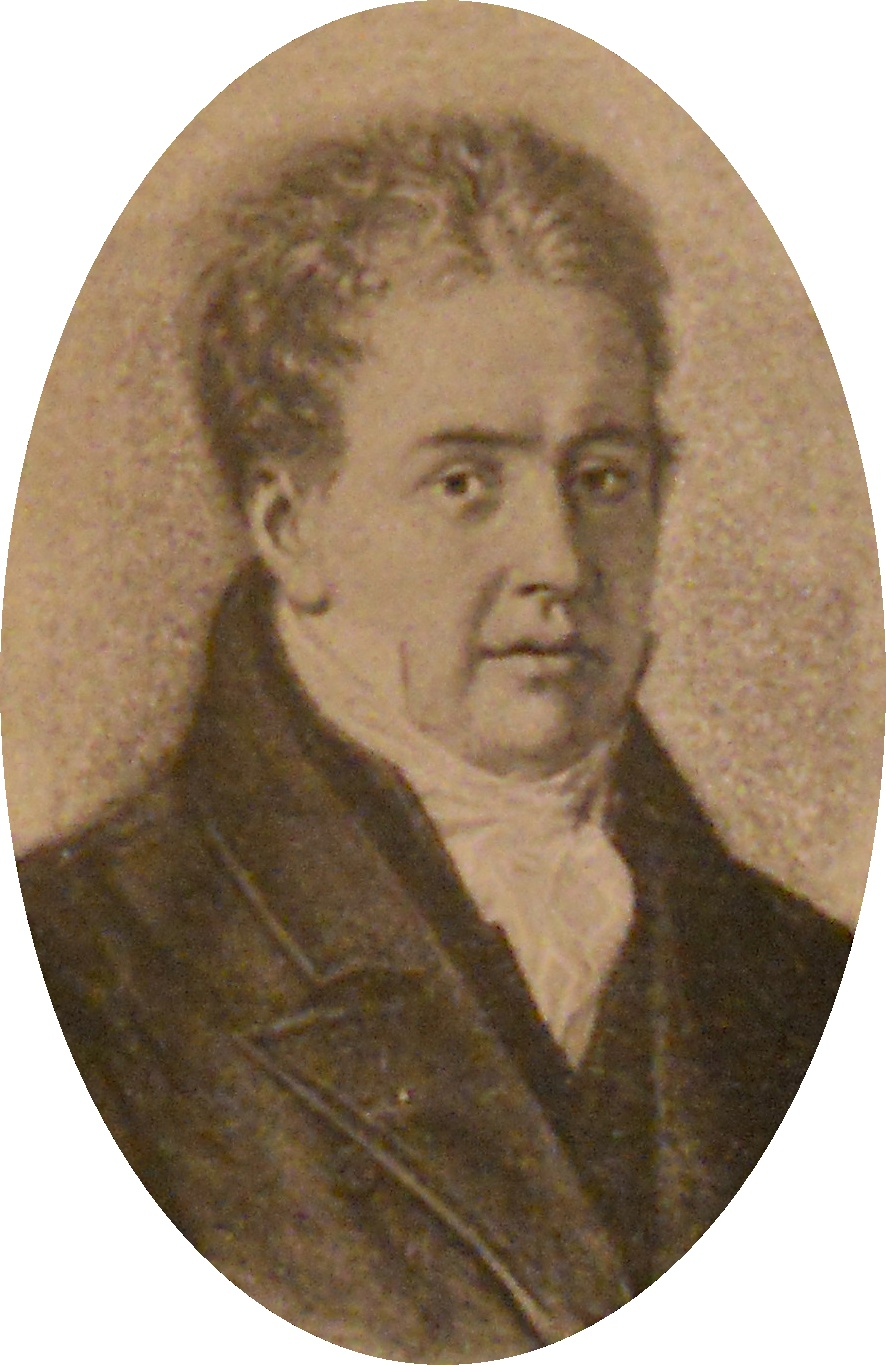
Giovanni Vicini, president
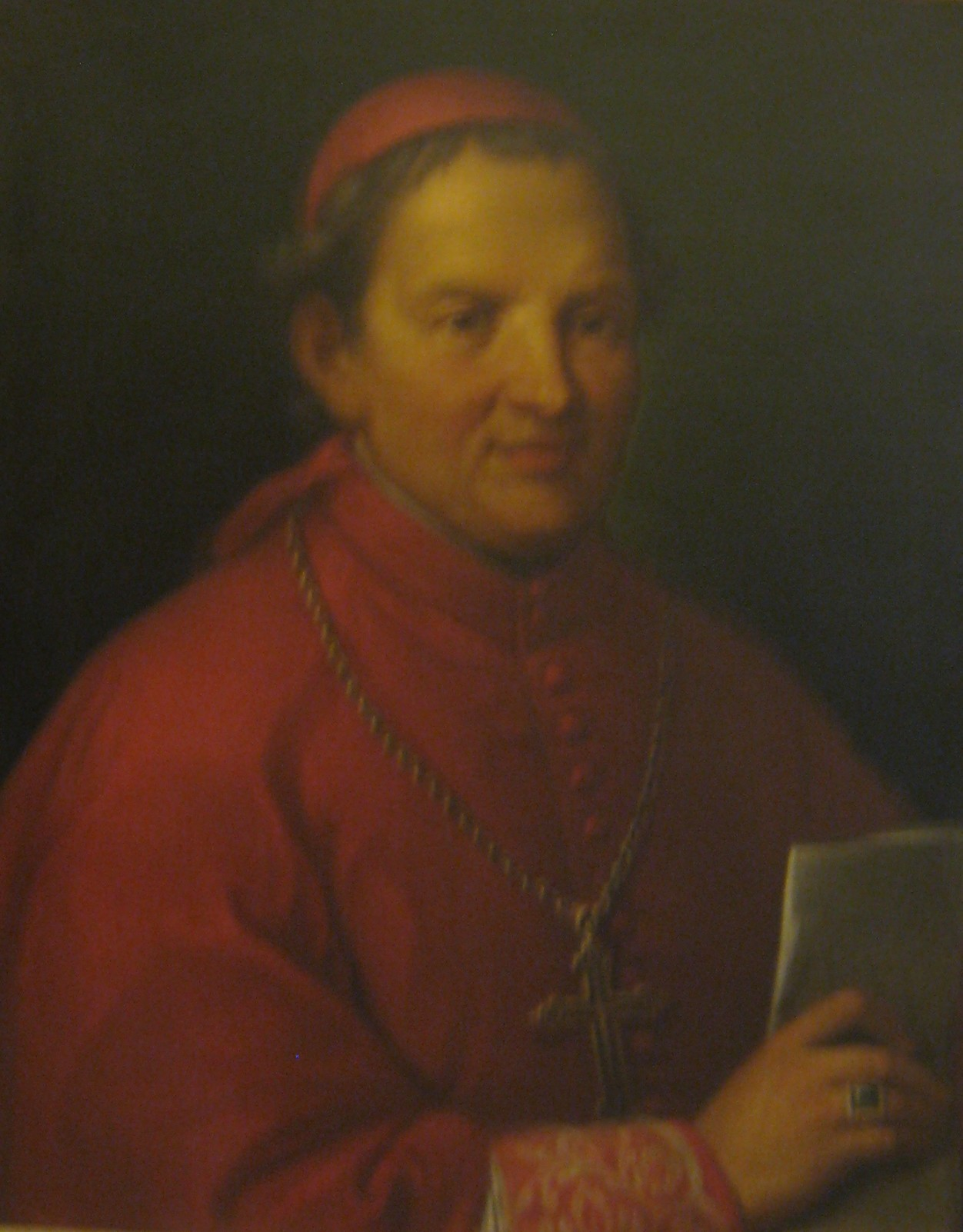
Kardinaal Benvenuti, gijzelaar en tevens onderhandelaar
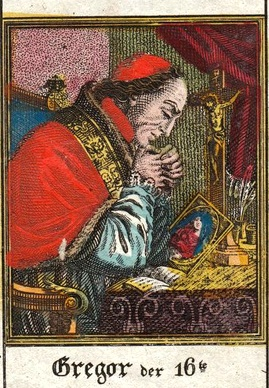
Paus Gregorius XVI smeekte de Habsburgers om hulp
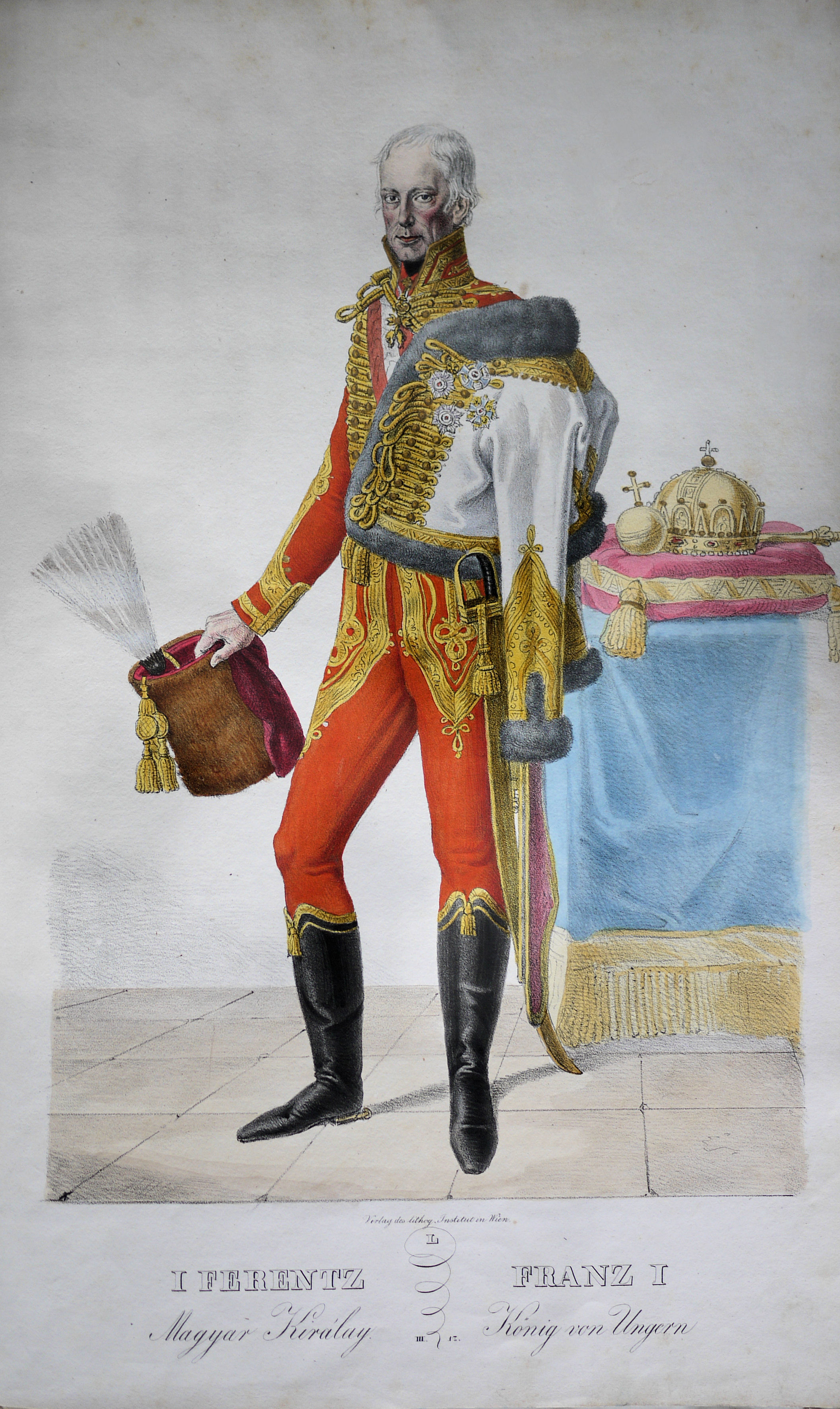
Keizer Frans II van Oostenrijk sloeg de opstand neer